# I'm a Train
I'm a Train är en låt från 1974 framförd av Albert Hammond. Låten är skriven av Albert Hammond och Mike Hazelwood.
1983 gjorde Galenskaparna och After Shave låten Säng, säng, säng där melodin har lånat drag från I'm a Train. 

## Listplaceringar

### Albert Hammond
| Lista (1974)  | Topplacering |
| ------------- | ------------ |
| Nederländerna | 7            |
| Norge         | 7            |
| Schweiz       | 3            |